# Жуки-горбатки
Жуки-горбатки (Mordellidae) — родина жуків надродини тенебріоноїдних (Tenebrionoidea). Включає близько 2 тис. видів.

## Опис
Невеликі жуки темного забарвлення, завдовжки 2—15 мм. Тіло зігнуте на спині у вигляді горба (звідси назва родини). Задні кінцівки міцні. Черево видовжене, пигідій (останній сегмент черева) дуже довгий і загострений.

## Спосіб життя
Личинки живуть у гнилій деревині, де живляться міцелієм пліснявих грибків, або мінують стебла та листя живих рослин. Деякі види утворюють гали. Жуки досить жваві, трапляються на квітах трав'янистих рослин та чагарників. Живляться нектаром. Жуки є важливими запилювачами деяких рослин. Згідно з палеонтологічними знахідками, горбатки є одними з найдавніших запилювачів квіткових рослин.

## Палеонтологія
У викопному стані жуки, схожі на горбаток, трапляються починаючи з середини юрського періоду. Перші достовірні знахідки родини походять з бірманського (Angimordella burmitina) та іспанського бурштину, що датуються пізньою крейдою.
- Підродина Ctenidiinae Franciscolo, 1951
  - Ctenidia Laporte de Castelnau in Brullé, 1840
- Підродина Mordellinae Latreille, 1802
  - Триба Conaliini Ermisch, 1956
    - Conalia Mulsant & Rey, 1858
    - Conaliamorpha Ermisch, 1968
    - Glipodes LeConte, 1862
    - Isotrilophus Liljeblad, 1945
    - Ophthalmoconalia Ermisch, 1968
    - Paraconalia Ermisch, 1968
    - Pseudoconalia Ermisch, 1950
    - Stenoconalia Ermisch, 1967
    - Xanthoconalia Franciscolo, 1942

  - Триба Mordellini Siedlitz, 1875
    - Adelptes Franciscolo, 1965
    - Asiamordella Hong, 2002
    - Austromordella Ermisch, 1950
    - Binaghia Franciscolo, 1943
    - Boatia Franciscolo, 1985
    - Caffromorda Franciscolo, 1952
    - Calycina Blair, 1922
    - Cephaloglipa Franciscolo, 1952
    - Congomorda Ermisch, 1955
    - Cothurus Champion, 1891
    - Cretanaspis Huang & Yang, 1999
    - Curtimorda Méquignon, 1946
    - Glipa LeConte, 1859
    - Glipidiomorpha Franciscolo, 1952
    - Hoshihananomia Kônô, 1935
    - Iberomorda Méquignon, 1946
    - Ideorhipistena Franciscolo, 2000
    - Klapperichimorda Ermisch, 1968
    - Larinomorda Ermisch, 1968
    - Liaoximordella Wang, 1993
    - Machairophora Franciscolo, 1943
    - Macrotomoxia Píc, 1922
    - Mirimordella Liu, Lu & Ren, 2007
    - Mordella Linnaeus, 1758
    - Mordellina Schilsky, 1908[1]
    - Mordellapygium Ray, 1930
    - Mordellaria Ermisch, 1950
    - Mordelloides Ray, 1939
    - Mordellopalpus Franciscolo, 1955
    - Neocurtimorda Franciscolo, 1950
    - Neotomoxia Ermisch, 1950
    - Ophthalmoglipa Franciscolo, 1952
    - Paramordella Píc, 1936
    - Paramordellana Ermisch, 1968
    - Paramordellaria Ermisch, 1968
    - Paraphungia Ermisch, 1969
    - Parastenomordella Ermisch, 1950
    - Paratomoxia Ermisch, 1950
    - Paratomoxioda Ermisch, 1954
    - Phungia Píc, 1922
    - Plesitomoxia Ermisch, 1955
    - Praemordella Shchegoleva-Barovskaya, 1929
    - Pseudomordellaria Ermisch, 1950
    - Pseudotomoxia Ermisch, 1950
    - Sphaeromorda Franciscolo, 1950
    - Stenaliamorda Ermisch & Chûjô, 1968
    - Stenomorda Ermisch, 1950
    - Stenomordella Ermisch, 1941
    - Stenomordellaria Ermisch, 1950
    - Stenomordellariodes Ermisch, 1954
    - Succimorda Kubisz, 2001
    - Tolidomordella Ermisch, 1950
    - Tolidomoxia Ermisch, 1950
    - Tomoxia Costa, 1854
    - Tomoxioda Ermisch, 1950
    - Trichotomoxia Franciscolo, 1950
    - Variimorda Méquignon, 1946
    - Wittmerimorda Franciscolo, 1952
    - Yakuhananomia Kônô, 1935
    - Zeamordella Broun, 1886

  - Триба Mordellistenini Ermisch, 1941
    - Asiatolida Shiyake, 2000
    - Calyce Champion, 1891
    - Calycemorda Ermisch, 1969
    - Calyceoidea Ermisch, 1969
    - Dellamora Normand, 1916
    - Diversimorda Ermisch, 1969
    - Ermischiella Franciscolo, 1950
    - Fahraeusiella Ermisch, 1953
    - Falsomordellina Nomura, 1966
    - Falsomordellistena Ermisch, 1941
    - Falsopseudomoxia Franciscolo, 1965
    - Glipostena Ermisch, 1941
    - Glipostenoda Ermisch, 1950
    - Gymnostena Franciscolo, 1950
    - Mordellina Schilsky, 1908
    - Mordellistena Costa, 1854
    - Mordellistenalia Ermisch, 1958
    - Mordellistenochroa Horák, 1982
    - Mordellistenoda Ermisch, 1941
    - Mordellistenula Stchegoleva-Barowskaja, 1930
    - Mordellochroa Emery, 1876
    - Mordellochroidea Ermisch, 1969
    - Mordelloxena Franciscolo, 1950
    - Morphomordellochroa Ermisch, 1969
    - Neomordellistena Ermisch, 1950
    - Palmorda Ermisch, 1969
    - Palpomorda Ermisch, 1969
    - Paramordellistena Ermisch, 1950
    - Phunginus Píc, 1922
    - Pselaphokentron Franciscolo, 1955
    - Pseudodellamora Ermisch, 1942
    - Pseudotolida Ermisch, 1950
    - Raymordella Franciscolo, 1956
    - Tolida Mulsant, 1856
    - Tolidopalpus Ermisch, 1951
    - Tolidostena Ermisch, 1942
    - Uhligia Horák, 1990
    - Xanthomorda Ermisch, 1968

  - Триба Reynoldsiellini Franciscolo, 1957
    - Reynoldsiella Ray, 1930

  - Триба Stenaliini Franciscolo, 1956
    - Brodskyella Horák, 1989
    - Pselaphostena Franciscolo, 1950
    - Stenalia Mulsant, 1856
    - Stenaliodes Franciscolo, 1956